# Setge de Dàniyya
El setge de Dàniyya fou una de les accions de la Conquesta del Regne de València empresa per Jaume I el Conqueridor.

## Antecedents
El 1238, un cop conquerida Balànsiya, únicament quedaven dos estats musulmans a la penínsul: l'Emirat de Gharnata i l'Emirat de Mursiyya, que controlava Alzira i Dàniyya amb el suport de Túnis. Els exèrcits de la Corona d'Aragó van continuar avançant cap al sud, fixant posicions front de la Corona de Castella, que també buscava estendre els seus dominis. Es va establir una fortalesa a Sellent i des d'ella es van disposar a atacar Xàtiva, que va resistir un setge el 1239 i un segon el 1240.
Arran del tractat d'Alcaraz, signat el 1243, entre la Corona de Castella i l'Emirat de Mursiyya, aquest passava en la seva integritat a sobirania de Castella, però el Tractat d'Almizra de 1244, entre la Corona d'Aragó i la Corona de Castella va assignar Dàniyya, Biar i Xàtiva a la Corona d'Aragó.
Els musulmans de Dàniyya atacaven les naus que es dirigien a Cullera i aquestos actes foren contestats amb atacs a la zona rural de la ciutat.

## El setge
Estant probablement a Cullera, Pere Eiximen d'En Carròs va rebre de Jaume I el Conqueridor l'encàrrec d'atacar la ciutat de Dénia. Des de Cullera va passar per Oliva, i d'aquí cap a Ondara. És possible que en aquesta campanya aconseguís prendre el castell d'Ambra i el Castellet de l'Ocaive, aïllant progressivament la ciutat. Pere Eiximen d'En Carròs va edificar als voltants de la ciutat el castell d'Olimbroi, i que des d'aquest lloc va encetar l'assalt a la ciutat, que estava defensada per Yahvé Abul Hussein El setge sobre la ciutat va anar tancant-se, emprant tota mena de maquinària de setge, però la ciutat s'abastia per mar i finalment va caure en mans cristianes l'11 de maig de 1244.

## Conseqüències
El 6 de juny el rei estava a Ondara, que es va convertir en el campament central de la zona. La raó de la seva estada sembla que va ser per a fer efectiva l'ocupació de tots els llocs de la plana de la Marina Alta. Mentre que la zona muntanyenca i la Marina Baixa es va mantenir-se musulmanes un any més. Un cop conquerida es va donar als habitants el fur de Valencia.